# ¿Por qué no te callas?

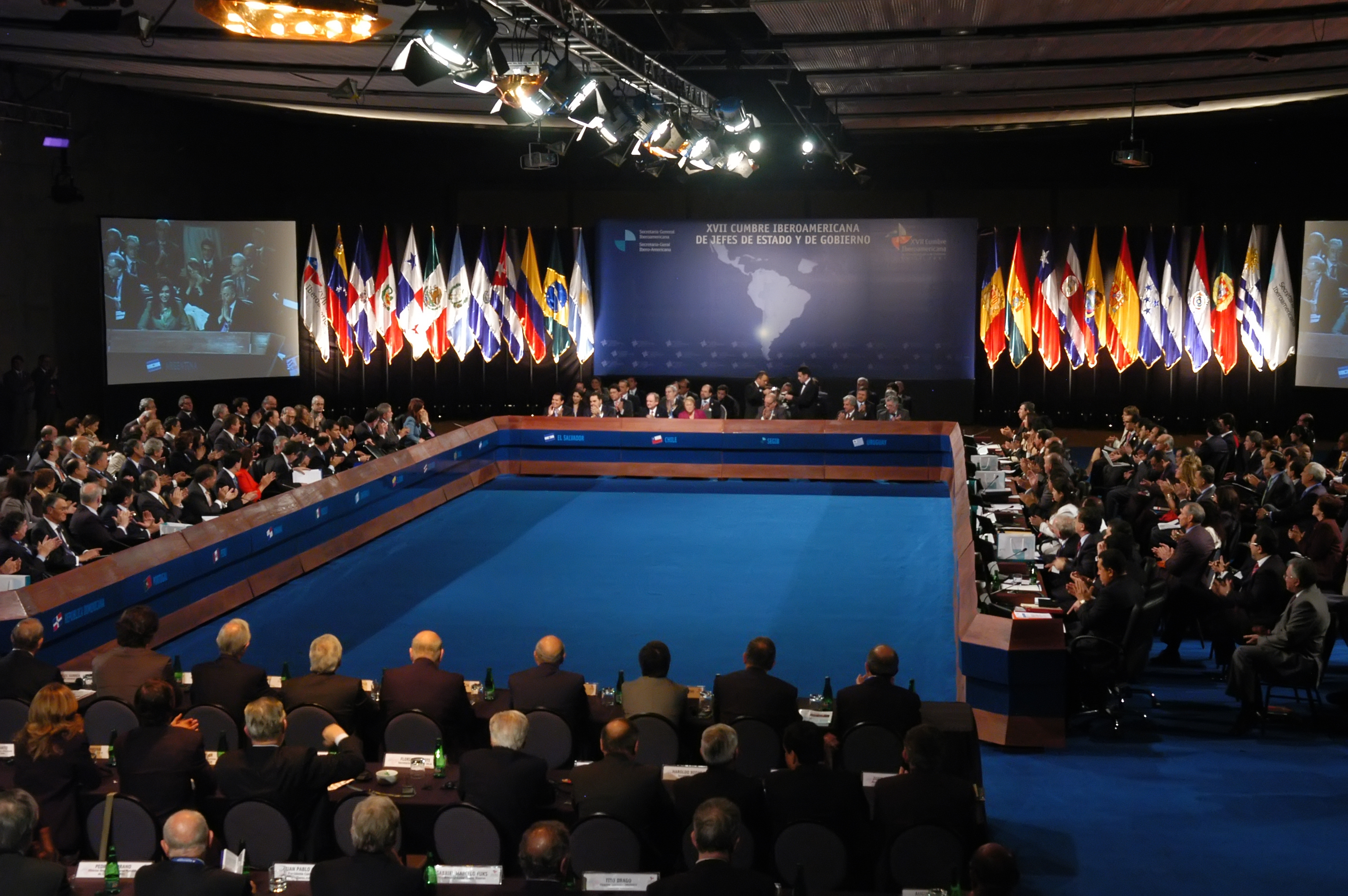
Plenário da votação em Santiago do Chile.

¿Por qué no te callas? (Traduzido: "Por que não te calas?") foi uma frase dita pelo rei Juan Carlos I de Espanha ao presidente venezuelano Hugo Chávez durante a XVII Conferência Ibero-Americana, realizada na cidade de Santiago do Chile, em 10 de novembro de 2007.
O motivo desta forte declaração do monarca espanhol foram as constantes interrupções do presidente Hugo Chávez na resposta do primeiro-ministro espanhol José Luis Rodríguez Zapatero em defesa do ex-primeiro-ministro José María Aznar, a qual Chávez criticou duramente devido ao suposto apoio de Aznar ao fracassado golpe de estado contra o presidente venezuelano em 2002.
Chávez o chamou de "fascista". Isto depois de Chávez referir as ligações de Aznar à maçonaria e o convite que ele lhe fez para pertencer ao "clube".

## O incidente
Enquanto Hugo Chávez criticava José María Aznar, o rei espanhol se irritou, dizendo a frase "¿Por qué no te callas?" a Chávez.
A frase acabou aborrecendo Hugo Chávez. Disse que cobraria mais impostos das transnacionais espanholas no país. Além disso, Chávez ainda congelou as relações com a Espanha.

## Reação de Chávez
O presidente da Venezuela respondeu, logo depois do fim da Cúpula, que o monarca não poderia ter tal comportamento.
- "Exijo respeito, porque eu também sou um chefe de Estado e eleito democraticamente", ressaltou Chávez.

- "Ele (o rei) é tão chefe de Estado quanto eu, com a diferença de que fui eleito três vezes", disse durante um ato acadêmico em uma universidade particular chilena.

## Repercussão
Nos dias seguintes ao episódio, o governo espanhol tentou minimizar o incidente, mas Chávez incrementou as tensões com repetidas declarações acerca do ocorrido.
A famosa frase dita pelo rei espanhol virou mania na Internet, com vários vídeos postados no site YouTube. Também virou febre em toques para celulares uma música remix da frase.
A banda brasileira Jota Quest utilizou a gravação da frase de João Carlos para encerrar sua música La Plata (canção).
Também foi usada pelos críticos ao Chávez, já que até então, nenhum chefe de estado e governo, criticado pelo presidente venezuelano, havia reagido.

## Felipe Massa
Após críticas ao piloto Fernando Alonso, o jornal espanhol Mundo Deportivo estampou uma reportagem com a pergunta direcionada ao brasileiro Felipe Massa.

## José Serra
No dia 4 de novembro de 2010, durante um seminário sobre as relações entre a América Latina e União Europeia, em Biarritz, no sul da França, José Serra fez várias críticas ao governo do presidente Lula, acusando-o de desindustrializar o país e adotar um "populismo" de direita em matéria econômica. Ao acusá-lo de "unir-se a ditaduras como o Irã", foi interrompido por um membro da Fundação Zapata, do México, que gritou a frase, o que gerou um alvoroço na sala.